# Pteromalus praecocellae
Pteromalus praecocellae är en stekelart som först beskrevs av Boucek 1967.  Pteromalus praecocellae ingår i släktet Pteromalus och familjen puppglanssteklar. Arten är reproducerande i Sverige. Inga underarter finns listade i Catalogue of Life.